# Vogelschutzgebiet beim Tremhof
Vogelschutzgebiet beim Tremhof ist ein Naturschutzgebiet im Bereich des Freudenberger Wohnplatzes Tremhof im Main-Tauber-Kreis in Baden-Württemberg.

## Geschichte
Durch Verordnung des Regierungspräsidiums Stuttgart über das Naturschutzgebiet Vogelschutzgebiet beim Tremhof vom 7. Dezember 1979 wurde ein Schutzgebiet mit 46,5 Hektar ausgewiesen.

## Schutzzweck
„Wesentlicher Schutzzweck ist die störungsfreie Erhaltung der im Schutzgebiet vorkommenden Vogelarten, insbesondere der Reiher“ (LUBW).

## Flora und Fauna
Im Gebiet kommen mehrere Vogelarten vor, insbesondere eine Reiherkolonie.